# 카롤루스 대제상

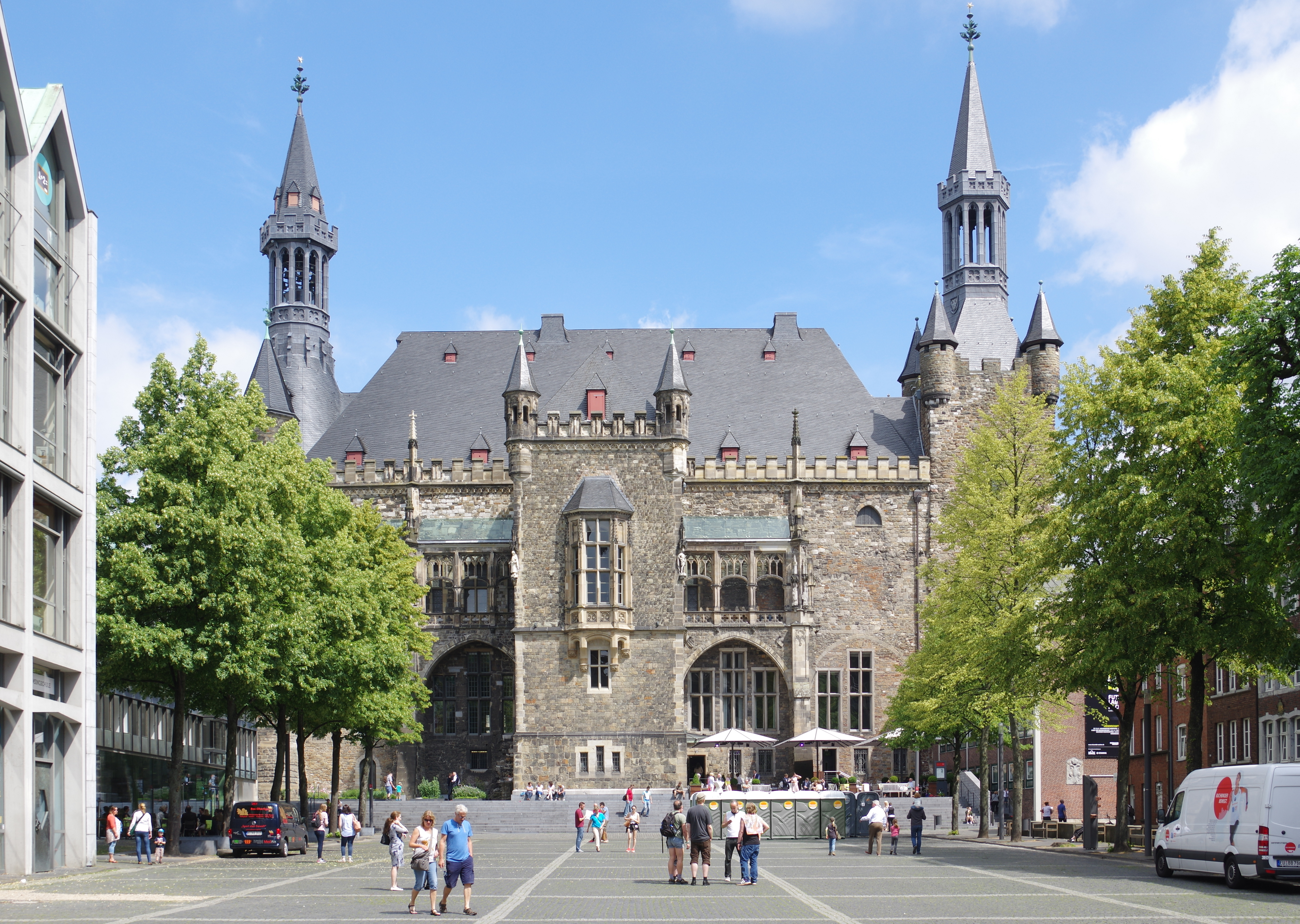
카롤루스 대제상 시상식이 열리는 아헨 시청

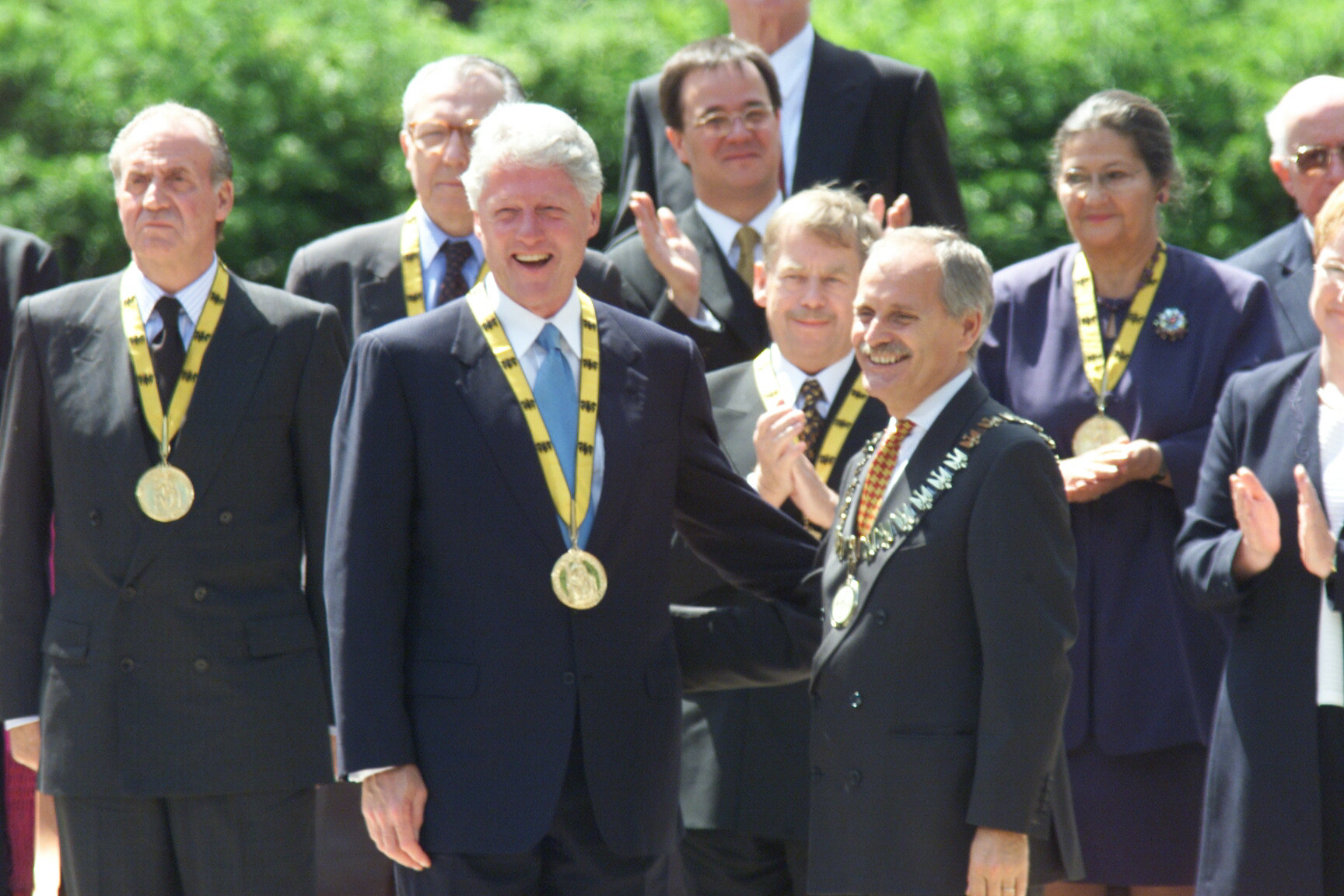
2000년 카롤루스 대제상을 수상한 빌 클린턴

카롤루스 대제상 또는 샤를마뉴상, 카를상(영어: Charlemagne Prize, 독일어: Karlspreis)은 유럽의 통합에 기여한 사람에게 수여하는 상이다. 정식 명칭은 아헨 카롤루스 대제 국제상(독일어: Internationaler Karlspreis der Stadt Aachen)이다.
1950년에 신설되었으며 독일 아헨 시청이 상을 주관한다. 상 이름은 프랑크 왕국의 군주인 카롤루스 1세 마그누스(카롤루스 대제)가 생전에 아헨에 거주했고 아헨에 그의 시신이 매장되어 있기 때문에 유래된 이름이다. 시상식은 매년 주님 승천 대축일에 아헨 시청사에서 열린다.

## 역대 수상자
- 1950년  리하르트 니콜라우스 폰 코우덴호페칼레르기
- 1951년  헨드릭 브뤼흐만스
- 1952년  알치데 데 가스페리
- 1953년  장 모네
- 1954년  콘라트 아데나워
- 1956년  윈스턴 처칠
- 1957년  폴앙리 스파크
- 1958년  로베르 쉬망
- 1959년  조지 마셜
- 1960년  조제프 베슈
- 1961년  발터 할슈타인
- 1963년  에드워드 히스
- 1964년  안토니오 세니
- 1966년  옌스 오토 크라그
- 1967년  요섭 륀스
- 1969년  유럽 연합 집행위원회
- 1970년  프랑수아 세이두 드 클로손
- 1972년  로이 젱킨스
- 1973년  살바도르 데 마다리아가
- 1976년  레오 틴데만스
- 1977년  발터 셸
- 1978년  콘스탄티노스 카라만리스
- 1979년  에밀리오 콜롬보
- 1981년  시몬 베유
- 1982년  후안 카를로스 1세
- 1984년  카를 카르스텐스
- 1986년  룩셈부르크 국민
- 1987년  헨리 키신저
- 1988년  헬무트 콜,  프랑수아 미테랑
- 1989년  프레르 로제
- 1990년  호른 줄러
- 1991년  바츨라프 하벨
- 1992년  자크 들로르
- 1993년  펠리페 곤살레스
- 1994년  그로 할렘 브룬틀란
- 1995년  프란츠 프라니츠키
- 1996년  베아트릭스
- 1997년  로만 헤어초크
- 1998년  브로니스와프 게레메크
- 1999년  토니 블레어
- 2000년  빌 클린턴
- 2001년  콘라드 죄르지
- 2002년  유로
- 2003년  발레리 지스카르 데스탱
- 2004년  팻 콕스
- 2004년  /  교황 요한 바오로 2세 (특별 수여)
- 2005년  카를로 아첼리오 참피
- 2006년  장클로드 융커
- 2007년  하비에르 솔라나
- 2008년  앙겔라 메르켈
- 2009년  안드레아 리카르디
- 2010년  도날트 투스크
- 2011년  장클로드 트리셰
- 2012년  볼프강 쇼이블레
- 2013년  달리아 그리바우스카이테
- 2014년  헤르만 반 롬푀이
- 2015년  마르틴 슐츠
- 2016년  /  교황 프란치스코
- 2017년  티머시 가턴 애시
- 2018년  에마뉘엘 마크롱
- 2019년  안토니우 구테흐스
- 2020년  클라우스 이오하니스
- 2022년  스뱌틀라나 치하노우스카야, 마리야 칼레스니카바, 베라니카 찹칼라
- 2023년  볼로디미르 젤렌스키, 우크라이나 국민들
- 2024년  /  핀하스 골트슈미트, 유럽 유대인 공동체

## 같이 보기
- 유럽 통합